# Хушанг Голшири
Хушанг Голшири (на персийски: هوشنگ گلشیری) е виден ирански литературен критик, редактор, поет и писател на произведения в жанра драма.
Той е сред първите ирански писатели, използвали съвременни литературни техники, включван е сред най-влиятелните писатели на персийската проза през 20-ти век.

## Биография и творчество
Хушанг Голшири е роден на 16 март 1938 г. в Исфахан, Иран, в голямо семейство. Израства в Абадан (1943 – 1955), докато баща му работи в строителството за Англо-иранската нефтена компания. В периода 1955 – 1974 г. живее в Исфахан.
След завършване на гимназията за кратко работи като деловодител, а после през 1958 г. започна да преподава в началните училища в селските райони. Едновременно следва и получава през 1962 г. бакалавърска степен по персийски език от университета в Исфахан.
След дипломирането си работи като учител средно училище в Исфахан и в околните градове. Чрез свой колега се запознава с актуалните теории и тенденции в художествената литература и създава трайни приятелства с по-авангардните писатели от онова време и най-вече с Бахрам Садеги.
Започва да пише поезия и художествена литература в края на 50-те години. Първият му разказ е публикуван в „Payām-e Novin“ през 1961 г. По-късно редактира литературното списание „Jong-e Isfahan“, издавано извън Техеран. Чрез литературните си срещи се свързва с ветераните от забранената партия „Tuda“, заради което през 1962 г. е арестуван и прекарва 5 месеца в затвора. По-късно пише за политическите затворници в някои от историите си в „Моят малък параклис“ и „Оръжейната стая“.
Първата му книга, сборникът с разкази „مثل همیشه“ („Както винаги“), е издаден през 1968 г.
Втората му книга, романът „شازده احتجاب“ („Принц Ехтеджаб“), е издаден през 1969 г. Той е история за аристократичния упадък, намекващ за неуместността на монархията за Иран. Романът е много успешен, преведен е на няколко езика и го прави известен. През 1974 г. е екранизиран в едноименния филм, който печели наградата „Крилат козирог“ за най-добър пълнометражен филм на Третия международен филмов фестивал в Техеран през 1974 г. и впоследствие е показан на филмовите фестивали в Лондон, Берлин и Кан. Малко след представянето на филма властите на шейх Пахлави арестуват Голшири и го затварят отново за близо 6 месеца.
През 1971 г. е издаден автобиографичният му роман „کریستین و کید“ („Кристин и хлапето“), през 1975 г. – сборникът му с разкази „نمازخانه کوچک من“ („Моят малък параклис“), а през 1977 г. – романът му „بره گمشده راعی“ („Изгубеното агне“).
През 1978 г. пътува до САЩ, завръща се следващата година и става водещ писател и литературен критик на следреволюционния Иран.
През есента на 1999 г. издава 2 сборника със статии, наречени „باغ در باغ، جلد اول “ („Градина в градината“).
Неговите творби включват 8 романа, 5 сборника с разкази, 2 книги по литературна теория и критика и 2 тома събрани есета и статии.
Наред с писането си създава работилници и класове, за да възпитава нови поколения писатели, редактира разни литературни списания и активно участва в борбата за свобода на мисълта и изразяването в Иран, както и в създаването на независимата асоциация на иранските писатели.
Удостоен е с наградата „Хелман-Хамет“ (Хюман Райтс Уоч) (1997) и германската награда за мир „Ерих Мария Ремарк“ (1999) за усилията му да се бори с потисничеството и да насърчава демокрацията, свободата на словото и правата на човека.
Хушанг Голшири умира от менингит в Техеран, Иран на 6 юни 2000 г.
След смъртта му през 2000 г. е основана културната фондация „Хушанг Голшири“, която учредява престижните литературни награди „Хушанг Голшири“.

## Произведения
частично представяне

### Самостоятелни романи
- (شازده احتجاب, (1969
- (کریستین و کید, (1971 – автобиографичен
- (بره گمشده راعی, (1977
- (آینههای دردار (1993
- (دست تاریک، دست روشن (1995
- (جن نامه (1997 – автобиографичен
- (حدیث ماهیگیر و دیو (2000
- (نیمه تاریک ماه (2002

### Сборници
- (مثل همیشه (1968
- (نمازخانه کوچک من (1975
- (جبه خانه (1983

#### Серия „Изследвания“ (مجموعه مقالات)
- (باغ در باغ، جلد اول (1999
- (باغ در باغ، جلد دوم (1999

### Екранизации
- 1974 Shazdeh Ehtejab – история и сценарий
- 1979 Sayehaye bolande bad